# Resolutie 1040 Veiligheidsraad Verenigde Naties
Resolutie 1040 van de Veiligheidsraad van de Verenigde Naties werd unaniem door de
Veiligheidsraad van de Verenigde Naties aangenomen op 29 januari 1996.

## Achtergrond
Na Burundi's onafhankelijkheid van België in 1962 werd het land een
monarchie. In 1966 werd de koning in een staatsgreep vervangen door een president. Toen de
voormalige koning in 1972 vermoord werd brak een burgeroorlog uit tussen Tutsi's en Hutu's in
het land. Daarna losten de dictators elkaar met opeenvolgende staatsgrepen af. Begin
1994 kwam de president samen met zijn Rwandese collega om het leven toen hun vliegtuig werd
neergeschoten. Daarop brak in beide landen een burgeroorlog uit tussen Hutu's en Tutsi's waarbij honderdduizenden
omkwamen.

## Inhoud

### Waarnemingen
De Veiligheidsraad was bezorgd omdat de situatie in Burundi verslechterde en de stabiliteit van de hele
regio bedreigde. Het geweld was gestegen, onder meer tegen vluchtelingen en internationale hulpverleners.
Hulpverlening aan die vluchtelingen was belangrijk en Burundi was verantwoordelijk voor de veiligheid ervan.
De hoge commissaris voor de Vluchtelingen had het land bezocht en er waren veiligheidsplannen opgesteld.

### Handelingen
De Veiligheidsraad eiste dat alle betrokkenen in Burundi zich onthielden van het gebruik van geweld. In de
plaats moesten ze deelnemen aan de dialoog. De lidstaten en alle
betrokkenen moesten samenwerken aan de ontmanteling van radiostations die tot haat en
geweld aanzetten. De secretaris-generaal had een technische
missie naar Burundi gestuurd om de beveiliging van VN-personeel en hulporganisaties te verbeteren en werd
gevraagd tegen 20 februari te rapporteren over die missie, de algehele situatie en de vooruitgang van de
dialoog. Op basis daarvan zou ze maatregelen overwegen, zoals een wapenembargo en reisbeperkingen.

## Verwante resoluties
- Resolutie 1012 Veiligheidsraad Verenigde Naties (1995)
- Resolutie 1049 Veiligheidsraad Verenigde Naties
- Resolutie 1072 Veiligheidsraad Verenigde Naties

Lijst ·  1036 ·  1037 ·  1038 ·  1039 ·  1040 ·  1041 ·  1042 ·  1043 ·  1044 ·  1045 ·  1046 ·  1047 ·  1048 ·  1049 ·  1050 ·  1051 ·  1052 ·  1053 ·  1054 ·  1055 ·  1056 ·  1057 ·  1058 ·  1059 ·  1060 ·  1061 ·  1062 ·  1063 ·  1064 ·  1065 ·  1066 ·  1067 ·  1068 ·  1069 ·  1070 ·  1071 ·  1072 ·  1073 ·  1074 ·  1075 ·  1076 ·  1077 ·  1078 ·  1079 ·  1080 ·  1081 ·  1082 ·  1083 ·  1084 ·  1085 ·  1086 ·  1087 ·  1088 ·  1089 ·  1090 ·  1091 ·  1092